# 1401 Лавонне
1401 Лавонне (1401 Lavonne) — астероїд головного поясу, відкритий 22 жовтня 1935 року.
Тіссеранів параметр щодо Юпітера — 3,614.